# Postoh
Postoh is een bestuurslaag in het regentschap Flores Timur van de provincie Oost-Nusa Tenggara, Indonesië. Postoh telt 2159 inwoners (volkstelling 2010).